# Marco Foderà
Marco Foderà (Latina, 11 novembre 1973) è un fumettista italiano.

## Biografia
Dopo la maturità artistica frequenta la Scuola Romana dei Fumetti, dove fa la conoscenza di Giuseppe Barbati, disegnatore e docente della scuola.
Con gli anni realizza alcuni disegni per Magico Vento, ma il suo esordio ufficiale con la Bonelli risale al 2002 quando realizza il numero 166 di Nick Raider intitolato Una lama nel cervello, diventando poi una firma stabile del personaggio.
Successivamente realizzerà storie anche per Julia e Saguaro.